# Districtul rural Kenarrudkhaneh
Districtul rural Kenarrudkhaneh (în persană دهستان كناررودخانه) este un district rural (dehestan) din districtul central al districtul Golpayegan, provincia Isfahan, Iran. La recensământul din 2006, populația sa era de 8.721 de locuitori, în 2.520 de familii. Districtul rural are 38 de sate.